# چاملی
چاملی (به لاتین: Chamlé) یک منطقهٔ مسکونی در اتحاد قمر است که در گرند کومور واقع شده‌است. چاملی ۸۸۶ نفر جمعیت دارد.